# Нікополе
Нікополе (рум. Nicopole) — село у повіті Галац в Румунії. Входить до складу комуни Дрегушень.
Село розташоване на відстані 212 км на північний схід від Бухареста, 65 км на північ від Галаца, 132 км на південь від Ясс.

## Населення
За даними перепису населення 2002 року у селі проживали 509 осіб, усі — румуни. Усі жителі села рідною мовою назвали румунську.